# Campanula serrata
Campanula serrata es una especie de plantas con flores de la familia de las campanuláceas. Es originaria de los Pirineos, Alpes y los Cárpatos. 

## Descripción
Campanula serrata es una pequeña planta herbácea rizomatosa, perennifolia. Alcanza un tamaño de 50 cm de altura. El tallo erecto, algo anguloso, con pelos cortos. Las hojas  lanceoladas con claridad sobresale un solo nervio en la parte inferior. Margen marcadamente dentado. La inflorescencia paniculada. A veces, el vástago en la parte superior con sólo una flor. Las flores con una longitud de unos 2 cm, en forma de campana y de color violeta. 

## Taxonomía
Campanula serrata fue descrita por (Kit. ex Schult.) Hendrych y publicado en Taxon 11: 123. 1962.
Etimología
Campanula: nombre genérico diminutivo del término latíno campana, que significa "pequeña campana", aludiendo a la forma de las flores.
serrata: epíteto latino que significa "con hojas serradas, dentadas".
Sinonimia
- Campanula arcuata Schur
- Campanula hornungiana Schur
- Campanula kitaibeliana Schult.
- Campanula lanceolata subsp. arcuata (Schur) Simonk.
- Campanula lanceolata var. hornungiana (Schur) Simonk.
- Campanula microphylla Kit.
- Campanula napuligera Schur
- Campanula pseudolanceolata Pant.
- Campanula redux Schott, Nyman & Kotschy
- Campanula rhomboidalis var. angustifolia Neilr.
- Campanula rhomboidalis subsp. pseudolanceolata (Pant.) Nyman
- Campanula rotundifolia var. arcuata (Schur) Nyman
- Campanula rotundifolia var. dentata Schur
- Thesium serratum Kit. basónimo[4][5]